# Aleh Małaszkiewicz
Aleh Alaksandrawicz Małaszkiewicz, błr. Алег Аляксандравіч Малашкевіч, ros. Олег Александрович Малашкевич - Oleg Aleksandrowicz Małaszkiewicz (ur. 4 stycznia 1972 w Nowokuźniecku, ZSRR) – białoruski hokeista. Trener hokejowy.

## Kariera
- HK Nioman Grodno (1993-2001)
- Nieftianik Almietjewsk (2001)
- HK Homel (2001-2002)
- HK Kieramin Mińsk (2002-2004)
- HK Nioman Grodno (2004-2005)
  -  HK Nioman Grodno 2 (2005)
  -  HK Homel (2005)
- HK Nioman Grodno (2005-2011)

Urodził się na terenie ZSRR, a od 20. roku życia mieszkał na Białorusi, skąd pochodził jego ojciec. Podczas zawodniczej kariery hokejowej był wieloletnim zawodnikiem Niomana Grodno.

## Kariera trenerska
- HK Nioman Grodno 2 (2011-2014), główny trener
- Nesta Toruń (2015), główny trener
- HK Nioman Grodno (2016-2021), asystent trenera
- Dinamo Sankt Petersburg (2021-2023), asystent trenera
- Białoruś do lat 16 (2023), główny trener
- HK Brześć (2023-), asystent trenera

Po zakończeniu wyczynowego uprawiania tej dyscyplinie został trenerem w macierzystym klubie. Prowadził zespół rezerw Niomana od 2011. W sezonie białoruskiej ekstraligi 2014/2015 był asystentem trenera pierwszej drużyny Niomana, Wasilija Spirodonowa. W lipcu 2015 został szkoleniowcem Nesty Toruń. Zwolniony 30 października 2015. Następnie został asystentem głównego trenera (Siergieja Puszkowa) Niomanu Grodno. Od czerwca 2021 podjął pracę w sztabie Puszkowa w klubie Dinamo Sankt Petersburg. W 2023 został selekcjonerem kadry Białorusi do lat 16, a po ustąpieniu z tego stanowiska w grudniu 2023 wszedł do sztabu trenerskiego HK Brześć.

## Sukcesy
Klubowe
- Złoty medal mistrzostw Białorusi: 1998, 1999, 2001 z Niomanem Grodno
- Srebrny medal mistrzostw Białorusi: 1993, 1994, 2011 z Niomanem Grodno, 2003, 2004 z Kieraminem Mińsk
- Brązowy medal mistrzostw Białorusi: 1995, 1996, 1997, 2000 z Niomanem Grodno
- Mistrzostwo Wschodnioeuropejskiej Ligi Hokejowej: 1996 z Niomanem Grodno, 2003, 2004 z Kieraminem Mińsk

Indywidualne
- Ekstraliga białoruska 1999/2000:
  - Pierwsze miejsce w klasyfikacji strzelców: 12 goli
  - Pierwsze miejsce w klasyfikacji kanadyjskiej: 20 punktów[9]

Odznaczenia
- Medal „Za Zasługi w Pracy” (2014)[10]